# کلیسای مسیحی آدونتیست
کلیسای مسیحی آدْوِنْتیست، (به انگلیسی: S.D.A. CHURCH) کلیسای فرقهٔ آدْوِنْتیست در تبریز است که به صورت نیمه‌تعطیل درآمده‌است. آدْوِنْتیست‌های تبریز شاخه‌ای پروتستان از مسیحیان ارمنی ایران هستند که تابع کلیسای آدونتیست‌های روز-هفتم(en) بوده، ولی شمار آنان اندک می‌باشد. این کلیسا در خیابان شهناز تبریز واقع شده‌است.

## نگارخانه

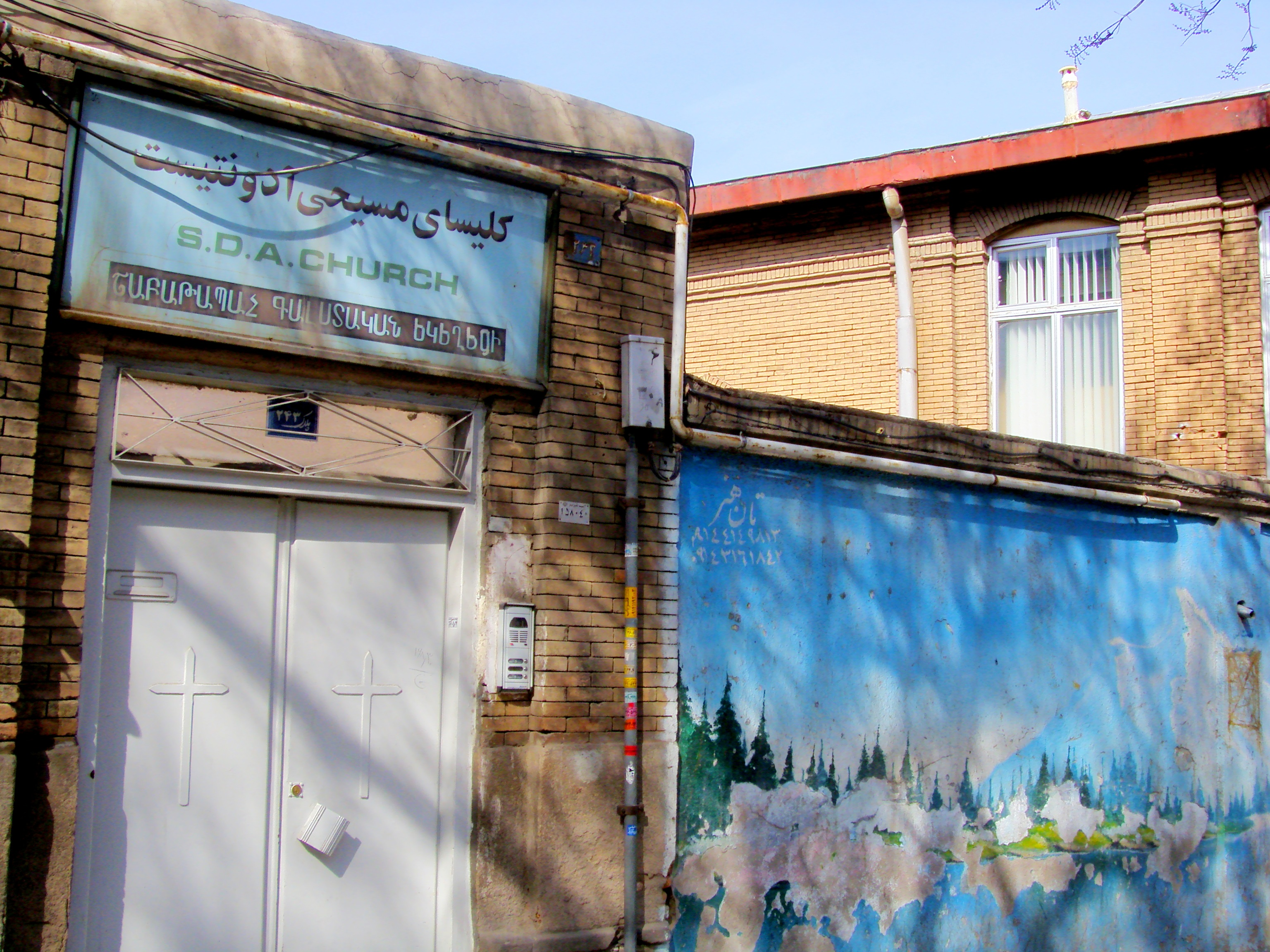